# Nenkovice

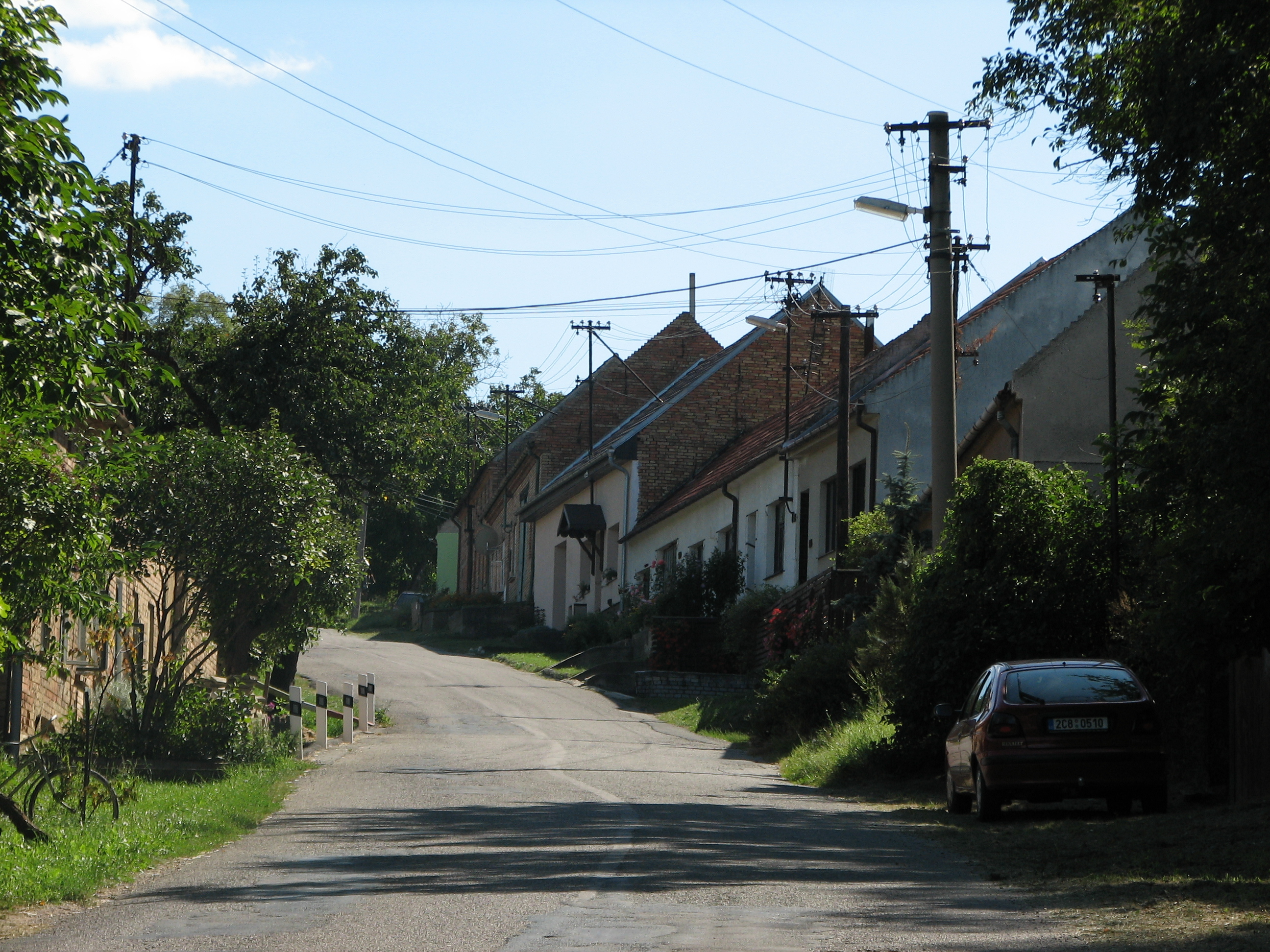
Ortsansicht

Nenkovice (deutsch Nenkowitz, früher Ninkowitz) ist eine Gemeinde in Tschechien. Sie liegt neun Kilometer westlich von Kyjov und gehört zum Okres Hodonín.

## Geographie
Nenkovice befindet sich im Hügelland Věteřovská vrchovina. Gegen Nordwesten liegt das Tal der Trkmanka. Nördlich erhebt sich der Mastný kopec (274 m), im Nordosten der Babí lom (417 m) und südwestlich die Homole (272 m).
Nachbarorte sind Želetice im Norden, Věteřov und Strážovice im Nordosten, Stavěšice im Osten, Mistřín und Šardice im Südosten, Hovorany im Süden, Karlín und Karlov im Südwesten, Násedlovice im Westen sowie Janův Dvůr und Žarošice im Nordwesten.

## Geschichte
Die erste schriftliche Erwähnung von Nynkovice erfolgte 1341 in der mährischen Landtafel. Der Name des Ortes leitet sich von einer Person namens Nynek her. Im Jahre 1368 gehörte Ninkowitz Frank von Kunowitz, der es zusammen mit Dražůvky und Schönhof bei den Brüdern Stephan und Witek von Ungersberg gegen die Hälfte von Kunovice und Langdorf eintauschte. Wenig später tauschte Witek von Ungersberg die Dörfer mit Přech von Uhřice gegen Uhřice. Dessen Bruder Jan von Uhřice überließ Ninkowitz und den Hof Schönhof 1371 an einen Landadeligen namens Pokoj, der sich danach das Prädikat von Ninkowitz zulegte. 1437 verkaufte Čeněk von Bludov und Butschowitz das Gut Ninkowitz mit dem Hof Schönhof und zwei Teichen in Bohutitz an Johann Kuschel von Zerawitz. Nachfolgende Besitzer waren die Bystřice von Ojnice. 1513 verkaufte Tas von Oynitz auf Bučovice und Steinitz das Gut Ninkowitz mit dem wüsten Schönhof an Proček von Zástřizl, der es an die Herrschaft Steinitz anschloss. Später folgten die Herren von Kaunitz, die Steinitz bis zum Dreißigjährigen Krieg hielten und dann wegen ihrer Beteiligung am Ständeaufstand enteignet wurden. Neue Besitzer wurden die Liechtensteiner, denen die Güter bis zur tschechoslowakischen Bodenreform 1919 gehörten. Im Dreißigjährigen Krieg verödete das Dorf. 1721 wurde Nenkovice wieder besiedelt. Die Bewohner des von fruchtbaren Hügeln umgebenen Dorfes lebten seit eh und je von der Landwirtschaft und dem Weinbau. Nenkovice ist das einzige Dorf der Region Kyjov, in dem es zu sozialen Spannungen zwischen den Besessenen und den Köttern kam, nachdem sich letztere benachteiligt fühlten. Im Jahre 1790 bestand Nenkovice aus 87 Häusern und hatte 470 Einwohner. Bis zur Mitte des 19. Jahrhunderts blieb Nenkovice immer nach Steinitz untertänig.
Nach der Aufhebung der Patrimonialherrschaften bildete Nenkovice/Nenkowitz ab 1850 eine Gemeinde in der Bezirkshauptmannschaft Gaya und dem Gerichtsbezirk Steinitz. 1864 entstand nordöstlich des Dorfes am Platz Na klínkách an der Flurgrenze zu Stavěšice und Želetice eine Windmühle. Westlich von Nenkovice, an der Kuppe Na Padělkách, bestand eine weitere Windmühle. Letztere wurde 1890 von einer Windhose zerstört und kurz danach wiederaufgebaut. Im Jahre 1877 wurde in Nenkovice ein Schulhaus eingeweiht. Nachdem bei einem Großfeuer 30 Häuser des Dorfes zerstört worden waren, wurde 1899 als Wasserreservoir mit einem Fassungsvermögen von 12 Kubikmetern der Gemeindebrunnen angelegt. Im Jahre 1901 wurde die Straße von Želetice über Nenkovice nach Stavěšice gebaut, diese wurde 1908 bis Kyjov weitergeführt. Nachdem sich das Schulhaus als zu klein erwiesen hatte, wurde es 1911 aufgestockt. Die Windmühle Na Padělkách brannte 1923 nieder. 1928 entstand die Straße im Příhon. Zum Ende des Zweiten Weltkrieges fanden bei Nenkovice heftige Kämpfe zwischen der Wehrmacht und der Roten Armee statt. Nachdem 1945 der letzte Müller, Zikmund Čevela verstorben war, verkam die im Krieg leicht beschädigte Windmühle am Na klínkách und wurde 1948 abgetragen. 1954 wurde ein großes Gebäude für die Grundschule und Hilfsschule errichtet. Die vorherige Schule wurde zum Sitz der Gemeindeverwaltung. Nach der Aufhebung des Okres Kyjov wurde der Ort 1960 dem Okres Hodonín zugeordnet. 1972 entstand ein Kulturhaus. Der Zweigbetrieb der Ziegelwerke Hodonín wurde im Jahre 1980 stillgelegt. Im selben Jahre wurde Nenkovice nach Želetice eingemeindet. Seit 1989 besteht die Gemeinde Nenkovice wieder. Gepfarrt ist das Dorf schon immer nach Želetice.

## Gemeindegliederung
Für die Gemeinde Nenkovice sind keine Ortsteile ausgewiesen.

## Sehenswürdigkeiten
- Kapelle am Brunnen, erbaut 1870 durch die Einwohner von Nenkovice
- Kirche Mariä Himmelfahrt, sie wurde 1997 durch den Brünner Generalvikar Mikulášek geweiht
- Glockenturm am Dorfanger, er wurde im Jahre 1912 nach einem Großbrand zum Feuerläuten errichtet. Die Pläne stammen vom Baumeister Polášek aus Kyjov. Am Turm befinden sich vier farbige Sgraffiti des Malers Jan Kohler, die die hl. Dreifaltigkeit, die Madonna, die Apostel Kyrill und Method sowie das Haupt Christi darstellen. Sie wurden 2004 restauriert.
- Gemeindebrunnen, das 1912 errichtete Wasserreservoir entstand wegen des sommerlichen Wassermangels und wird nach wie vor genutzt
- Statue des hl. Johannes von Nepomuk
- Nischenkapelle
- Nationales Naturdenkmal Na Adamcích und Naturreservat Sovince, Hänge mit Steppenvegetation nördlich des Ortes

## Persönlichkeiten
- Arnošt Jokl (1881–1966), Konsul und Vorsitzender der tschechoslowakischen Handelskammer in der Schweiz[2]
- Anastázie Ježková geb. Vyhňáková (1904–1981), folkloristische Eier- und Ornamentmalerin[2]
- Jano Köhler (1873–1941), akademischer Maler[2]
- Blažena Holišová (1930–2011), Schauspielerin[2]
- Stanislav Pěnčík (1939–2004), Songwriter und Texter[2]
- Eva Novotná (1976), Schauspielerin[3]